# John Higgins
John Higgins (n. 18 mai 1975, Wishaw, Scoția, Regatul Unit) este un jucător scoțian profesionist de snooker. A câștigat în carieră 33 de titluri în clasament, fiind pe locul trei pe lista tuturor timpurilor la numărul de trofee, depășit doar de Ronnie O'Sullivan (41) și Stephen Hendry (36). De când a devenit profesionist în 1992, el a câștigat patru titluri de campion mondial, trei trofee la Campionatul Regatului Unit și două titluri la Masters. A adunat în carieră peste 1000 de breakuri de cel puțin 100 de puncte și 12 breakuri maxime.

## Finalele carierei

### Turnee de clasament: 58 (33 titluri)
| Legendă                          |
| Campionatul Mondial (4–4)        |
| Campionatul Regatului Unit (3–2) |
| Altele (26–19)                   |

| Rezultat | Nr. | An   | Turneu                             | Adversar în finală | Scor  |
| -------- | --- | ---- | ---------------------------------- | ------------------ | ----- |
| Campion  | 1.  | 1994 | Grand Prix                         | Dave Harold        | 9–6   |
| Finalist | 1.  | 1995 | Openul Galez                       | Steve Davis        | 3–9   |
| Campion  | 2.  | 1995 | International Open                 | Steve Davis        | 9–5   |
| Campion  | 3.  | 1995 | Openul Britanic                    | Ronnie O'Sullivan  | 9–6   |
| Finalist | 2.  | 1995 | Grand Prix                         | Stephen Hendry     | 5–9   |
| Campion  | 4.  | 1995 | German Open                        | Ken Doherty        | 9–3   |
| Campion  | 5.  | 1996 | International Open (2)             | Rod Lawler         | 9–3   |
| Finalist | 3.  | 1996 | Openul Britanic                    | Nigel Bond         | 8–9   |
| Finalist | 4.  | 1996 | Campionatul Regatului Unit         | Stephen Hendry     | 9–10  |
| Campion  | 6.  | 1997 | European Open                      | John Parrott       | 9–5   |
| Finalist | 5.  | 1997 | Grand Prix (2)                     | Dominic Dale       | 6–9   |
| Campion  | 7.  | 1997 | German Open (2)                    | John Parrott       | 9–4   |
| Finalist | 6.  | 1998 | Openul Galez (2)                   | Paul Hunter        | 5–9   |
| Finalist | 7.  | 1998 | Openul Scoțian                     | Ronnie O'Sullivan  | 5–9   |
| Campion  | 8.  | 1998 | Openul Britanic (2)                | Stephen Hendry     | 9–8   |
| Campion  | 9.  | 1998 | Campionatul Mondial de Snooker     | Ken Doherty        | 18–12 |
| Campion  | 10. | 1998 | Campionatul Regatului Unit         | Matthew Stevens    | 10–6  |
| Campion  | 11. | 1999 | China International                | Billy Snaddon      | 9–3   |
| Campion  | 12. | 1999 | Grand Prix (2)                     | Mark Williams      | 9–8   |
| Campion  | 13. | 2000 | Openul Galez                       | Stephen Lee        | 9–8   |
| Campion  | 14. | 2000 | Campionatul Regatului Unit (2)     | Mark Williams      | 10–4  |
| Finalist | 8.  | 2001 | Campionatul Mondial de Snooker     | Ronnie O'Sullivan  | 14–18 |
| Campion  | 15. | 2001 | Openul Britanic (3)                | Graeme Dott        | 9–6   |
| Finalist | 9.  | 2003 | Irish Masters                      | Ronnie O'Sullivan  | 9–10  |
| Finalist | 10. | 2003 | LG Cup (3)                         | Mark Williams      | 5–9   |
| Campion  | 16. | 2004 | Openul Britanic (4)                | Stephen Maguire    | 9–6   |
| Campion  | 17. | 2005 | Grand Prix (3)                     | Ronnie O'Sullivan  | 9–2   |
| Finalist | 11. | 2006 | Malta Cup (2)                      | Ken Doherty        | 8–9   |
| Finalist | 12. | 2006 | China Open                         | Mark Williams      | 8–9   |
| Campion  | 18. | 2007 | Campionatul Mondial de Snooker (2) | Mark Selby         | 18–13 |
| Campion  | 19. | 2008 | Grand Prix (4)                     | Ryan Day           | 9–7   |
| Finalist | 13. | 2009 | China Open (2)                     | Peter Ebdon        | 8–10  |
| Campion  | 20. | 2009 | Campionatul Mondial de Snooker (3) | Shaun Murphy       | 18–9  |
| Finalist | 14. | 2009 | Campionatul Regatului Unit (2)     | Ding Junhui        | 8–10  |
| Campion  | 21. | 2010 | Openul Galez (2)                   | Ali Carter         | 9–4   |
| Campion  | 22. | 2010 | Campionatul Regatului Unit (3)     | Mark Williams      | 10–9  |
| Campion  | 23. | 2011 | Openul Galez (3)                   | Stephen Maguire    | 9–6   |
| Campion  | 24. | 2011 | Campionatul Mondial de Snooker (4) | Judd Trump         | 18–15 |
| Campion  | 25. | 2012 | Shanghai Masters                   | Judd Trump         | 10–9  |
| Finalist | 15. | 2013 | Wuxi Classic                       | Neil Robertson     | 7–10  |
| Campion  | 26. | 2015 | Openul Galez (4)                   | Ben Woollaston     | 9–3   |
| Campion  | 27. | 2015 | Australian Goldfields Open         | Martin Gould       | 9–8   |
| Campion  | 28. | 2015 | Campionatul Internațional          | David Gilbert      | 10–5  |
| Finalist | 16. | 2016 | Openul Scoțian (2)                 | Marco Fu           | 4–9   |
| Finalist | 17. | 2017 | Campionatul Mondial de Snooker (2) | Mark Selby         | 15–18 |
| Campion  | 29. | 2017 | Indian Open                        | Anthony McGill     | 5–1   |
| Campion  | 30. | 2018 | Openul Galez (5)                   | Barry Hawkins      | 9–7   |
| Finalist | 18. | 2018 | Campionatul Mondial de Snooker (3) | Mark Williams      | 16–18 |
| Finalist | 19. | 2018 | China Championship                 | Mark Selby         | 9–10  |
| Finalist | 20. | 2019 | Campionatul Mondial de Snooker (4) | Judd Trump         | 9–18  |
| Campion  | 31. | 2021 | Players Championship               | Ronnie O'Sullivan  | 10–3  |
| Finalist | 21. | 2021 | Openul Irlandei de Nord            | Mark Allen         | 8–9   |
| Finalist | 22. | 2021 | Openul Englez                      | Neil Robertson     | 8–9   |
| Finalist | 23. | 2021 | Openul Scoțian                     | Luca Brecel        | 5–9   |
| Finalist | 24. | 2022 | Tour Championship                  | Neil Robertson     | 9–10  |
| Finalist | 25. | 2024 | Openul Britanic                    | Mark Selby         | 5–10  |
| Campion  | 32. | 2025 | Openul Mondial                     | Joe O'Connor       | 10–6  |
| Campion  | 33. | 2025 | Tour Championship                  | Mark Selby         | 10–8  |

### Turnee minore: 6 (3 titluri)
| Rezultat | Nr. | An   | Turneu                              | Adversar în finală | Scor |
| -------- | --- | ---- | ----------------------------------- | ------------------ | ---- |
| Campion  | 1.  | 2010 | Ruhr Championship                   | Shaun Murphy       | 4–2  |
| Finalist | 1.  | 2010 | Prague Classic                      | Michael Holt       | 3–4  |
| Finalist | 2.  | 2011 | Players Tour Championship – Event 5 | Andrew Higginson   | 1–4  |
| Campion  | 2.  | 2012 | Kay Suzanne Memorial Trophy         | Judd Trump         | 4–2  |
| Finalist | 3.  | 2012 | Bulgarian Open                      | Judd Trump         | 0–4  |
| Campion  | 3.  | 2013 | Bulgarian Open                      | Neil Robertson     | 4–1  |

### Turnee invitaționale: 41 (21 titluri)
| Legendă                     |
| The Masters (2–3)           |
| Campionul Campionilor (1–1) |
| Premier League (1–3)        |
| Other (17–13)               |

| Rezultat | Nr. | An   | Turneu                                 | Adversar în finală | Scor          |
| -------- | --- | ---- | -------------------------------------- | ------------------ | ------------- |
| Finalist | 1.  | 1993 | Scottish Masters Challenge             | Ronnie O'Sullivan  | 5–6           |
| Campion  | 1.  | 1994 | Australian Open                        | Willie Thorne      | 9–5           |
| Finalist | 2.  | 1995 | The Masters                            | Ronnie O'Sullivan  | 3–9           |
| Finalist | 3.  | 1995 | Malta Grand Prix                       | Peter Ebdon        | 4–7           |
| Finalist | 4.  | 1996 | Charity Challenge                      | Ronnie O'Sullivan  | 6–9           |
| Finalist | 5.  | 1997 | Malta Grand Prix (2)                   | Ken Doherty        | 5–7           |
| Campion  | 2.  | 1998 | Charity Challenge                      | Ronnie O'Sullivan  | 9–8           |
| Finalist | 6.  | 1998 | Champions Super League                 | Stephen Hendry     | Faza grupelor |
| Finalist | 7.  | 1998 | Scottish Masters                       | Ronnie O'Sullivan  | 7–9           |
| Campion  | 3.  | 1999 | The Masters                            | Ken Doherty        | 10–8          |
| Campion  | 4.  | 1999 | Charity Challenge (2)                  | Ronnie O'Sullivan  | 9–4           |
| Campion  | 5.  | 1999 | Premier League                         | Jimmy White        | 9–4           |
| Finalist | 8.  | 1999 | Scottish Masters (2)                   | Matthew Stevens    | 7–9           |
| Campion  | 6.  | 2000 | Irish Masters                          | Stephen Hendry     | 9–4           |
| Campion  | 7.  | 2001 | Champions Cup                          | Mark Williams      | 7–4           |
| Campion  | 8.  | 2001 | Scottish Masters                       | Ronnie O'Sullivan  | 9–6           |
| Campion  | 9.  | 2002 | Irish Masters (2)                      | Peter Ebdon        | 10–3          |
| Finalist | 9.  | 2002 | Premier League                         | Ronnie O'Sullivan  | 4–9           |
| Finalist | 10. | 2002 | Scottish Masters (3)                   | Ronnie O'Sullivan  | 4–9           |
| Finalist | 11. | 2004 | Premier League (2)                     | Stephen Hendry     | 6–9           |
| Finalist | 12. | 2004 | World Champions v Asia Stars Challenge | Marco Fu           | 1–5           |
| Finalist | 13. | 2005 | The Masters (2)                        | Ronnie O'Sullivan  | 3–10          |
| Campion  | 10. | 2006 | The Masters (2)                        | Ronnie O'Sullivan  | 10–9          |
| Finalist | 14. | 2006 | Pot Black                              | Mark Williams      | 0–1           |
| Finalist | 15. | 2007 | Warsaw Snooker Tour                    | Mark Selby         | 3–5           |
| Campion  | 11. | 2007 | Euro-Asia Masters Challenge            | James Wattana      | 5–4           |
| Finalist | 16. | 2007 | Premier League (3)                     | Ronnie O'Sullivan  | 4–7           |
| Campion  | 12. | 2008 | World Series of Snooker Jersey         | Mark Selby         | 6–3           |
| Campion  | 13. | 2008 | World Series of Snooker Moscow         | Ding Junhui        | 5–0           |
| Finalist | 17. | 2009 | World Series of Snooker Grand Final    | Shaun Murphy       | 2–6           |
| Campion  | 14. | 2011 | Hainan Classic                         | Jamie Cope         | 7–2           |
| Campion  | 15. | 2011 | Scottish Professional Championship     | Anthony McGill     | 6–1           |
| Campion  | 16. | 2016 | China Championship                     | Stuart Bingham     | 10–7          |
| Campion  | 17. | 2016 | Campionul Campionilor                  | Ronnie O'Sullivan  | 10–7          |
| Campion  | 18. | 2017 | Championship League                    | Ryan Day           | 3–0           |
| Campion  | 19. | 2018 | Championship League (2)                | Zhou Yuelong       | 3–2           |
| Finalist | 18. | 2019 | Six-red World Championship             | Stephen Maguire    | 6–8           |
| Finalist | 19. | 2021 | The Masters (3)                        | Yan Bingtao        | 8–10          |
| Finalist | 20. | 2021 | Campionul Campionilor                  | Judd Trump         | 4–10          |
| Campion  | 20. | 2022 | Championship League (3)                | Stuart Bingham     | 3–2           |
| Campion  | 21. | 2023 | Championship League (4)                | Judd Trump         | 3–1           |

### Finale pe echipe: 5 (3 titluri)
| Rezultat | Nr. | An   | Turneu        | Echipă/partener | Adversar(i) în finală | Scor |
| -------- | --- | ---- | ------------- | --------------- | --------------------- | ---- |
| Campion  | 1.  | 1996 | World Cup     | Scoția          | Irlanda               | 10–7 |
| Finalist | 1.  | 1999 | Nations Cup   | Scoția          | Țara Galilor          | 4–6  |
| Campion  | 2.  | 2001 | Nations Cup   | Scoția          | Irlanda               | 6–2  |
| Finalist | 2.  | 2015 | World Cup     | Scoția          | China B               | 1–4  |
| Campion  | 3.  | 2019 | World Cup (2) | Scoția          | China B               | 4–0  |

### Finale Pro-am: 1 (1 titlu)
| Rezultat | Nr. | An   | Turneu                             | Adversar în finală | Scor |
| -------- | --- | ---- | ---------------------------------- | ------------------ | ---- |
| Campion  | 1.  | 2008 | Scottish Open Snooker Championship | Marcus Campbell    | 5–4  |

### Finale la amatori: 5 (4 titluri)
| Rezultat | Nr. | An   | Turneu                                     | Adversar în finală | Scor |
| -------- | --- | ---- | ------------------------------------------ | ------------------ | ---- |
| Campion  | 1.  | 1990 | Scottish Under-16 Championship             | Jamie Burnett      | 5–2  |
| Campion  | 2.  | 1991 | Scottish Under-18 Championship             | Scott Bigham       | 5–2  |
| Campion  | 3.  | 1991 | Mita/Sky World Masters – Junior (Under 16) | Mark Williams      | 6–1  |
| Finalist | 1.  | 1991 | British Under-16 Championship              | Mark Williams      | 0–4  |
| Campion  | 4.  | 1992 | Scottish Under-18 Championship (2)         | Scott Bigham       | 5–0  |